# Jean-Paul van Lith
Jean-Paul van Lith ou Vanlith est un artiste contemporain né en 1940 et vivant et travaillant à Biot dans le sud de la France. 

## Biographie
Ancien élève de École des Arts Appliqués à l'Industrie de Paris, il a été tour à tour peintre, ferreblantier, céramiste, verrier, écrivain, designer... Comme verrier, il a travaillé de 1979 à 1981 avec Jean-Claude Novaro.
En 1984 il réalise trois décors pour des assiettes et un plat en porcelaine en collaboration avec la Manufacture nationale de Sèvres. 
Il a été nommé chevalier des Arts et des Lettres en 1985.
Beaucoup de ses œuvres font partie des collections permanentes de nombreux musées.[évasif]
Il est entre autres l'auteur de Fil de fer et ferblanterie, de Céramique Dictionnaire Encyclopédique & "Masques du monde".
En septembre 2013, lors du Marseille Provence 2013; dans les salles de l'Hôtel de Manville, première exposition du Septembre de la céramique et du verre où sont exposées les œuvres d'Alice Colonieu, céramiste et sculpteur des années cinquante et de Jean-Paul Van Lith.

## Sources bibliographiques
- « Jean-Paul Vanlith », dans Giuseppe Cappa, Le génie verrier de l'Europe, Éditions Mardaga, 1998, p. 434 [Extraits en ligne].